# Wei Wei (actriz)
Wei Wei (en chino, 韦伟; pinyin, Wéi Wěi; 17 de mayo de 1922-2 de noviembre de 2023) fue una actriz china. Conocida principalmente por interpretar el papel principal en la película Spring in a Small Town (1948), y otras películas desde los años cuarenta hasta los sesenta. Sin embargo, también siguió trabajando a finales del siglo XX y principios del XXI. Wei cumplió 100 años en mayo de 2022, y murió el 2 de noviembre de 2023, a la edad de 101 años.